# Tortilia
Tortilia é um gênero de traça pertencente à família Agonoxenidae.